# Camahueto

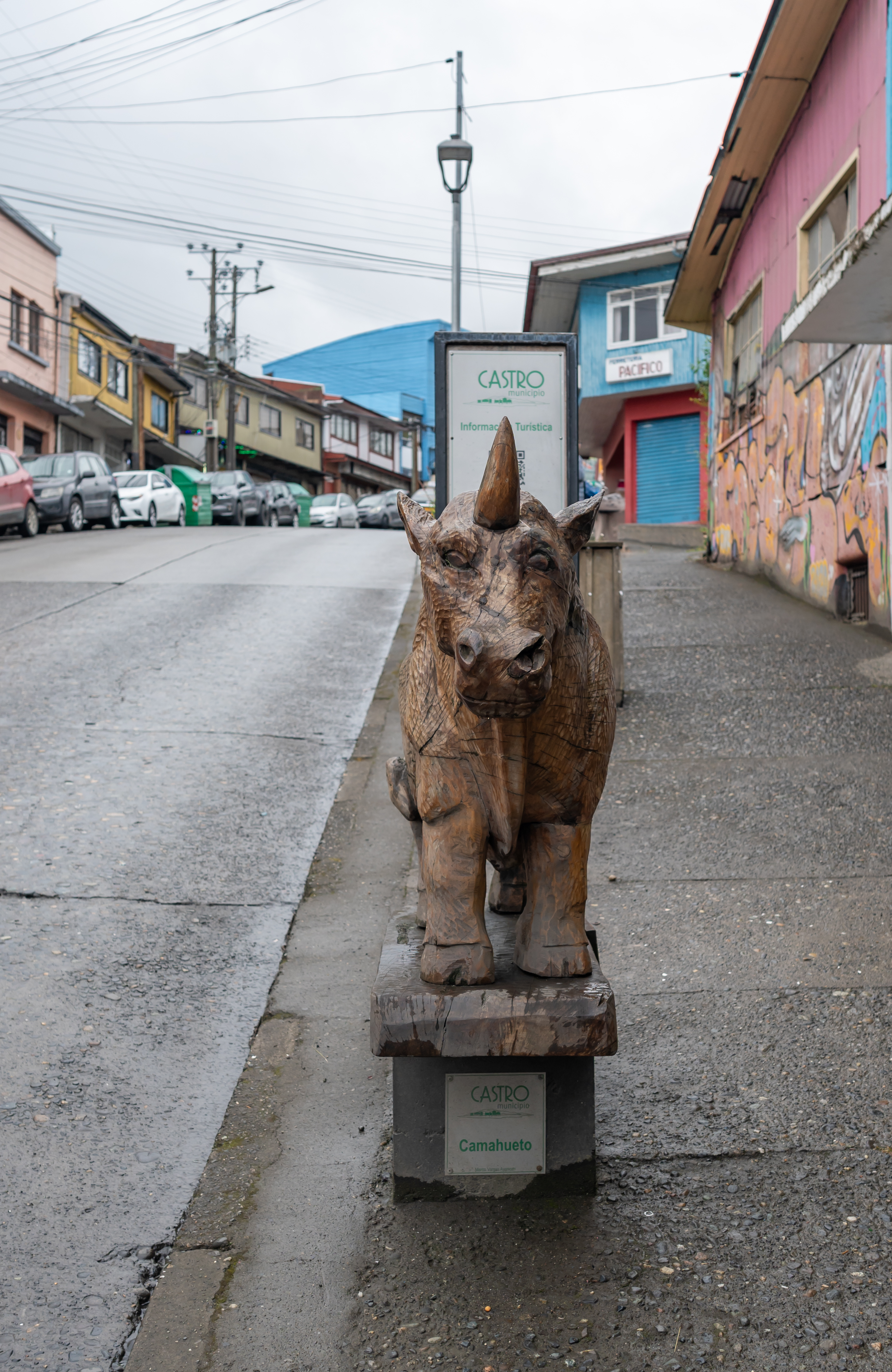
Escultura del Camahueto en Castro

El Camahueto es un animal fantástico presente en la mitología chilota. A través de esta criatura se trata de explicar los derrumbes de terreno y la formación de ríos, arroyos y similares.

## Descripción
El Camahueto tiene el aspecto de un ternero que presenta un pelaje corto que va de un color grisáceo a un verdoso muy brillante. Su característica principal es que posee un único cuerno dorado que crece en su frente de la misma forma que el de un unicornio.
Uno de sus objetivos en su vida es llegar al mar.

### Mito
En Chiloé se cuenta que los camahuetos inician su vida bajo la tierra de los cerros cercanos al mar; y nacen a partir de un trozo de cuerno de camahueto enterrado en esos cerros, por el polvo del cuerno lanzado en un pozo, o naturalmente como una cría de la vaca marina chilota, que se fue enterrar en una madriguera bajo la tierra del bosque o campos. Luego de pasar unos veinte, veinticinco o treinta años de desarrollo, los camahuetos emergen para dirigirse desesperadamente hacia el mar al encuentro de la vaca marina. En su trayecto destruyen todo lo que se interponga en su camino y habitualmente, con su cuerno escarban un surco en la tierra, que luego se puede transformar en riachuelo. Esta migración ocurre casi siempre en las noches de tormenta y deja como rastro el derrumbe de zonas costeras y grandes hendiduras en el terreno. Si el chilote cree que un camahueto esta por nacer en su terreno, se dice que solo puede ser atrapado por un brujo  llamado lacero , mediante el uso de una cuerda tejida con sargazo (alga); o por una machi mediante el uso de una cuerda tejida con voqui (planta trepadora). Al ser atrapado debe ser guiado hacia el mar sin que haga daño, o calmarlo mediante el corte de su cuerno, para que se vuelva completamente manso y deje de hacer destrozos; ya que su gran virilidad y fuerza se encuentra principalmente en ese cuerno. La machi además realizaría la atrapada para obtener las propiedades mágicas que presentaría este cuerno; y normalmente cogería un trozo de este cuerno para realizar el proceso de un nuevo camahueto, para lograr tener en algunos años, más cuerno para sus preparados mágicos.

### El cuerno de Camahueto
Se dice que la raspadura del cuerno de Camahueto tiene poderes curativos y rejuvenecedores, considerándose un remedio mágico contra la impotencia, y contra otras enfermedades como el reumatismo, la anemia, infecciones cutáneas, y muchas otras más.
Sin embargo se dice que habría que tener cuidado de no recibir una sobredosis de raspado de cuerno de camahueto; ya que esto provocaría en el paciente quedara encamahuetado, es decir, afectado por una especie de locura violenta.
En Chiloé hay quienes aseguran poseer la raspadura del místico camahueto, y la venden como remedio milagroso; que habitualmente se trata de raspadura de conchas de moluscos o de colmillos de lobo marino. Existe una hierba silvestre que se supone, sirve para encamahuetar a personas o animales, es decir les da una fuerza y resistencia más allá de la natural; hasta ahora no existe seguridad de cuáles son exactamente sus propiedades.
Una descripción detallada la podemos encontrar en el libro de la mitología de chiloé (1998) de Renato Cárdenas:
Cuerno obtenido de este unicornio, considerado la piedra filosofal de la farmacopea popular. Sus raspaduras son espolvoreadas en sitios pantano-sos o húmedos para que de ellas nazca un camahueto , En medicina tales raspaduras son apropiadas para dar fuerza y vitalidad a los animales de trabajo y a las personas , la dosis debe ser muy medida o se puede encamahuetar.            
Para sacar de la provincia o del lugar un cacho de camahueto con todos sus poderes latentes y sin problemas hay que transportarlo en harina tostada
“Esto lo cuentan muchos que venían una vez en una lancha desde Cucao. Una de las pasajeras traía un cacho e’ camahueto escondido porque se lo habían pedido en Castro Seguramente lo llevaba mal envuelto porque eso hay que ponerlo dentro de un tarro con harina tostada para que el camahueto no olfaté que le llevan su cacho  
la laguna estaba calmadita cuando de repente se levantó una inmensa tempestad, pero tan grande que casi naufragaron. Un entendido que iba con ellos es que dijo:
¡Alguien de ustedes tiene que traer algo! Y el que lo tenga que lo bote porque esta tempestad no es de gusto es por algo ,
en eso ella se dio cuenta de que su cacho era el causante del problema y sin que nadie se diera cuenta lo botó al lago. Santo remedio, se calmó todo, casi al tiro. Lo que pasa que él reclama su propiedad".

## Camahueto en la cultura popular
- En la comuna chilena de Calbuco, el equipo de rugby local lleva por nombre Camahuetos RC.[1]